# Lee Abrams
Lee Abrams (Leon Abramson) est un batteur de jazz américain né le 6 janvier 1925 à New York et décédé en 1992 dans la même ville.
Il est le frère du  saxophoniste Ray Abrams.

## Biographie
Lee Abrams fait ses débuts professionnels à New York en 1946 dans l'orchestre de Roy Eldridge. Il joue ensuite pendant 2 ans dans un orchestre militaire. Démobilisé, il accompagne Coleman Hawkins, Jay Jay Johnson, Eddie Heywood. En 1949, il est batteur du big band d'Andy Kirk. On peut l'entendre ensuite aux côtés de Eddie «Lockjaw» Davis (1950), Illinois Jacquet (1951-1952), Wynton Kelly (1951), Oscar Pettiford (1952-1953), Al Haig, Duke Jordan (1954). Il poursuit ensuite une carrière « free lance » et disparait progressivement de la scène musicale. Il meurt en 1992.